# Gama Microscopii
Gama Microscopii (γ Microscopii, γ Mic, Gama Mic) je nejjasnější hvězda v souhvězdí Mikroskopu. Vzhledem k deklinaci asi 32,25° lze tuto hvězdu pozorovat i ve středoevropských zeměpisných šířkách, na 50° s.š. se dostává nejvýše 7,75°nad obzor a tak ji většinou přesvítí světelné znečištění, vzhledem k zdánlivé hvězdné velikosti 4,68 je ve velkoměstech zcela neviditelná (viz Bortleova stupnice). Vzdálenost od Slunce byla zjištěna při misi Hipparcos měřením paralaxy, činí asi 223 světelných let.
Při výpočtech pohybu hvězdy v minulosti bylo zjištěno, že před 3,8 miliony let byla vzdálena od Slunce jen přibližně 6 světelných let, se zdánlivou hvězdnou velikostí kolem −3m tak byla jasnější, než je dnes Sirius.
V úhlové vzdálenosti 26 vteřin od Gama Microscopii se nachází vizuální průvodce CCDM J21013-3215B s hvězdnou velikostí 13,7m. Tato hvězda pravděpodobně není gravitačně vázána na Gama Microscopii, ale je pouhým průvodcem v přímé viditelnosti ze Země.
Dříve tato hvězda patřila do souhvězdí Jižní ryby a měla označení 1 Piscis Austrini (1 PsA).